# Ternstroemia grandiosa
Ternstroemia grandiosa är en tvåhjärtbladig växtart som beskrevs av Clarence Emmeren Kobuski. Ternstroemia grandiosa ingår i släktet Ternstroemia och familjen Pentaphylacaceae. Inga underarter finns listade i Catalogue of Life.